# Handjesgras
Handjesgras of bermudagras (Cynodon dactylon) is een sterk zodevormende, overblijvende plant uit de grassenfamilie (Poaceae) met een sterke zouttolerantie. De bladeren sterven 's winters af.

## Determinatie
De grauwgroene plant wordt 10–40 cm hoog en heeft een tot een meter lang, vertakte rizoom. Bovengronds worden lange kruipende spruiten met veel knopen gevormd. Op de knopen worden wortelende stolonen gevormd. Op een knoop zitten meerdere knoppen waar weer nieuwe spruiten uit kunnen ontstaan. De stengel staat rechtop of aan het begin eerst liggend en daarna opstijgend. Op het bovenste, derde gedeelte van de stengel zitten slechts 1–2 knopen met lange internodiën. Aan de basis van de plant zitten veel gedrongen internodiën met veel knoppen, waardoor de bladschijven bossig bij elkaar staan.
De geribde bladscheden zijn kaal tot bovenop behaard. Bij de overgang van de bladschede naar de bladschijf zitten 3–4 mm lange bosjes haren. De ligula bestaat uit 0,5 mm lange wimpers. De aan beide zijden ruwe bladschijf is 2–15 cm lang en 3–4 mm breed en aan de onderkant bezet met korte haartjes.
Handjesgras bloeit van mei tot september. Aan de bloeistengel zitten bovenaan in een handvormige krans twee tot negen aren met aan één kant van de aarspil twee rijen aartjes. De aren zijn 2–6 cm lang en 1–2 mm breed. De bijna zittende, elkaar dakpansgewijs bedekkende, roodbruine aartjes zijn 2,4–3,2 mm lang en hebben een 1,5 mm lang steeltje. Het onderste kelkkafje is 1,8–2,2 mm lang en het bovenste 2,4–2,8 mm. Het onderste kroonkafje is 2–2,4 mm lang en heeft een gewimperde kiel. Het bovenste kroonkafje is ongeveer 2,2 mm lang. De ronde, vuilpurperen meeldraden zijn 1,5 mm lang. 
De ronde graanvruchten ('zaden') zijn één mm groot. 1700 graankorrels wegen ongeveer 1 gram.

## Ecologie

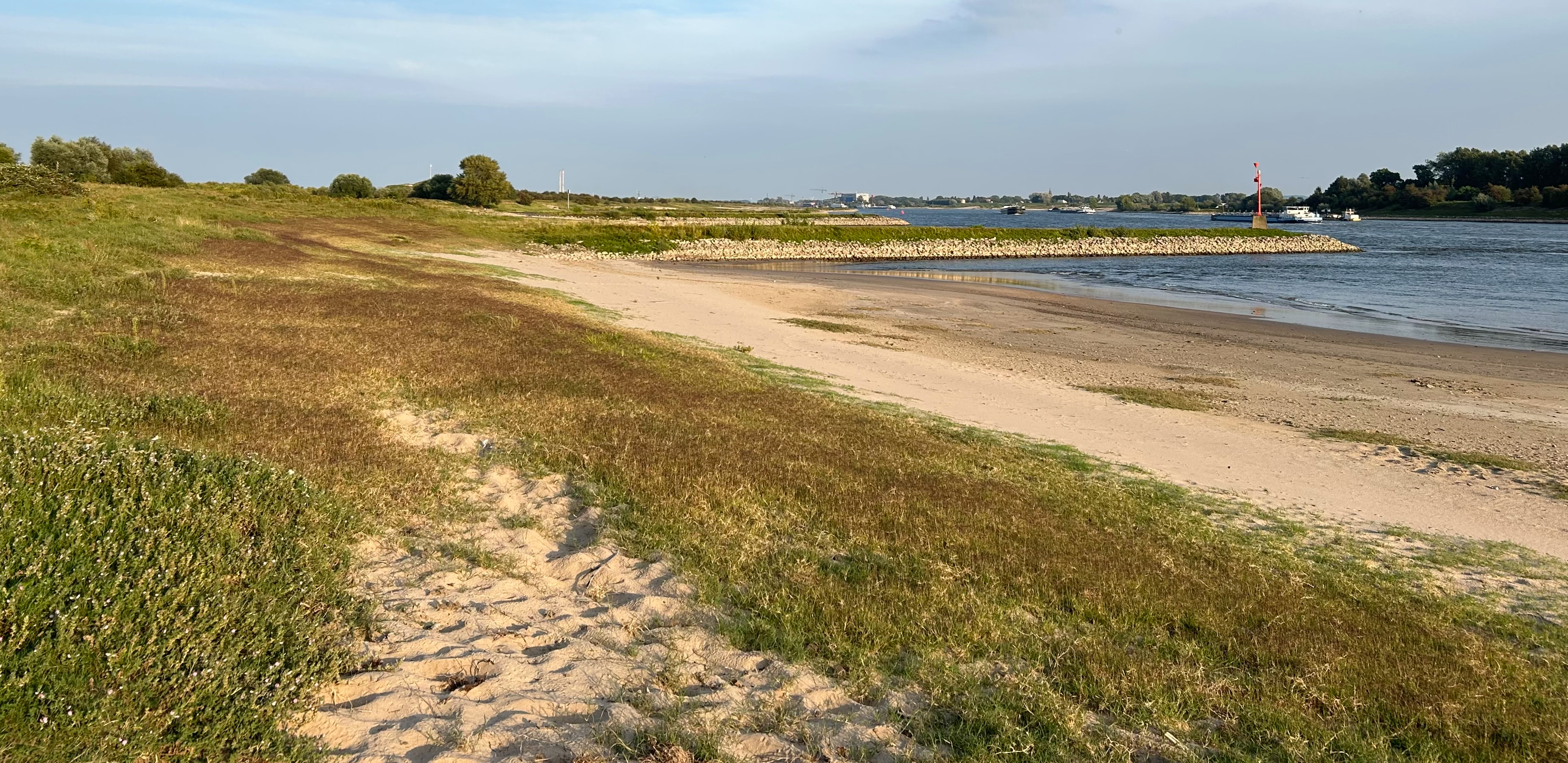
Zicht op een sterk door handjesgras gedomineerde vegetatie op de overgangszone van rivierstrand naar oeverwal.

Handjesgras komt voor op droge, grazige dijkhellingen en op droge, grazige rivierduinen. 

### Syntaxonomie
Handjesgras is een kensoort voor het verbond van droge stroomdalgraslanden (Sedo-Cerastion), een zeer soortenrijke plantengemeenschap van droge graslanden op voedselarme zandgronden langs de grote rivieren.

## Verspreiding
De soort kwam oorspronkelijk in de tropen en subtropen voor, maar heeft zich van daaruit ook in Midden-Europa gevestigd. In Nederland komt de soort voor langs het IJsselmeer en in het fluviatiel district.

## Fotogalerij

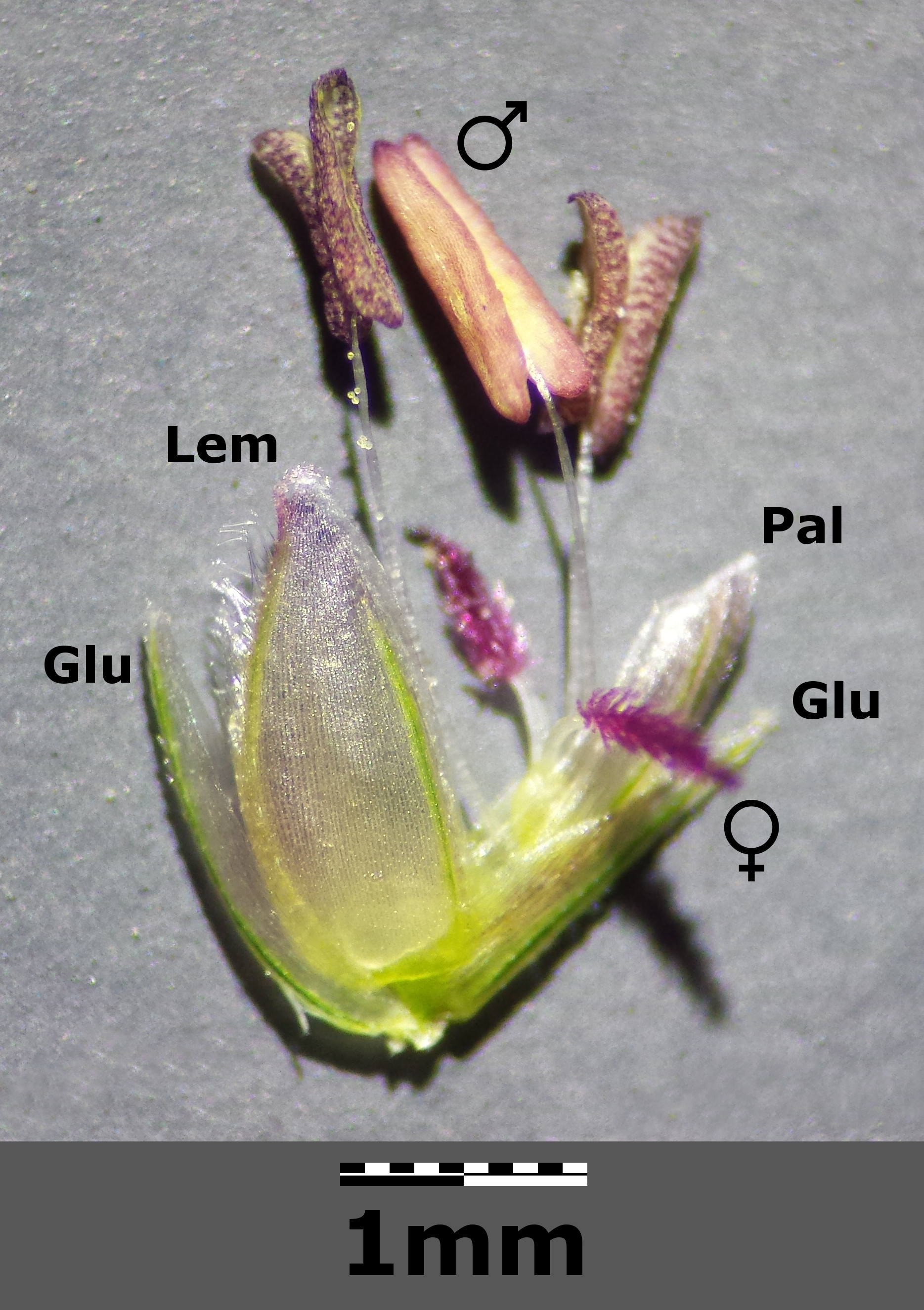
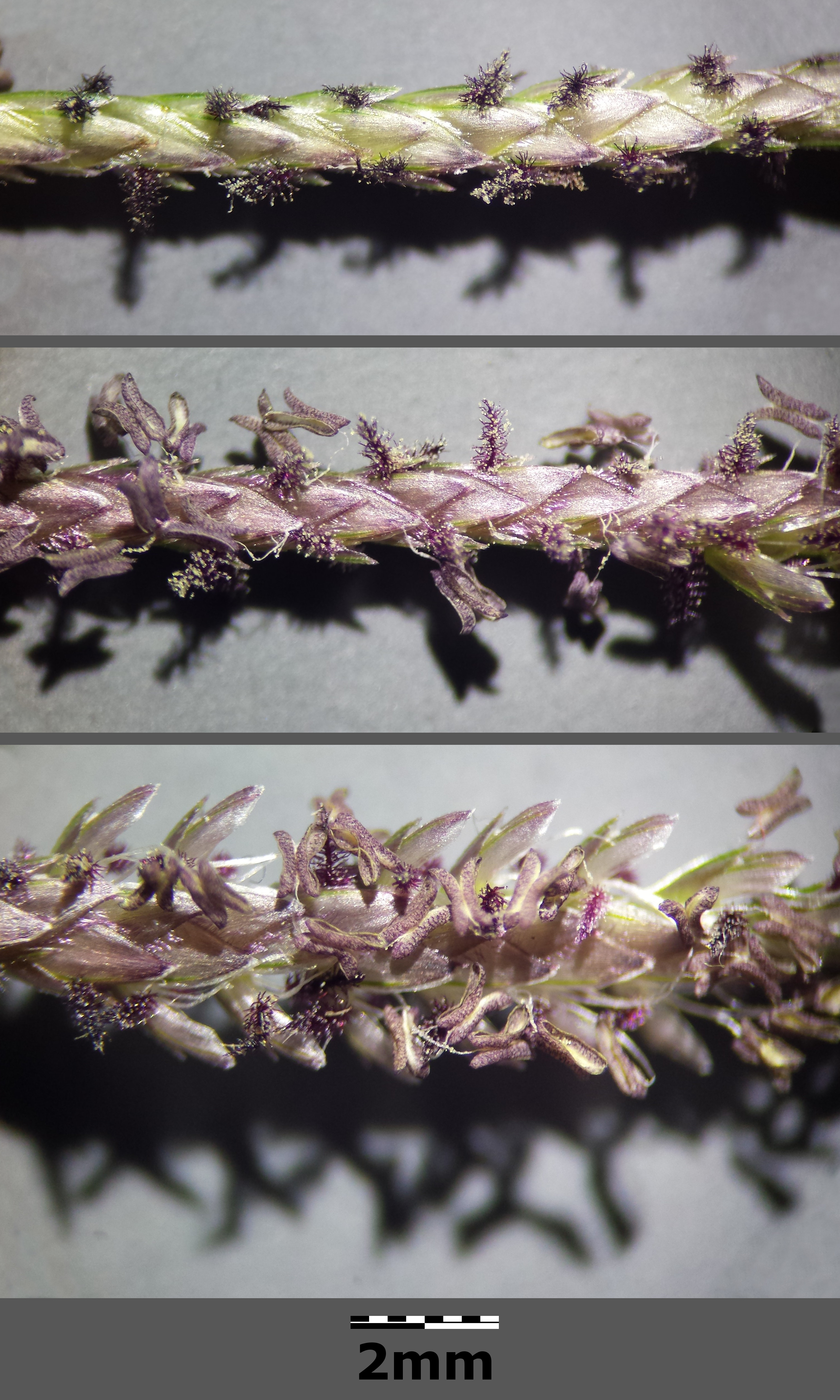
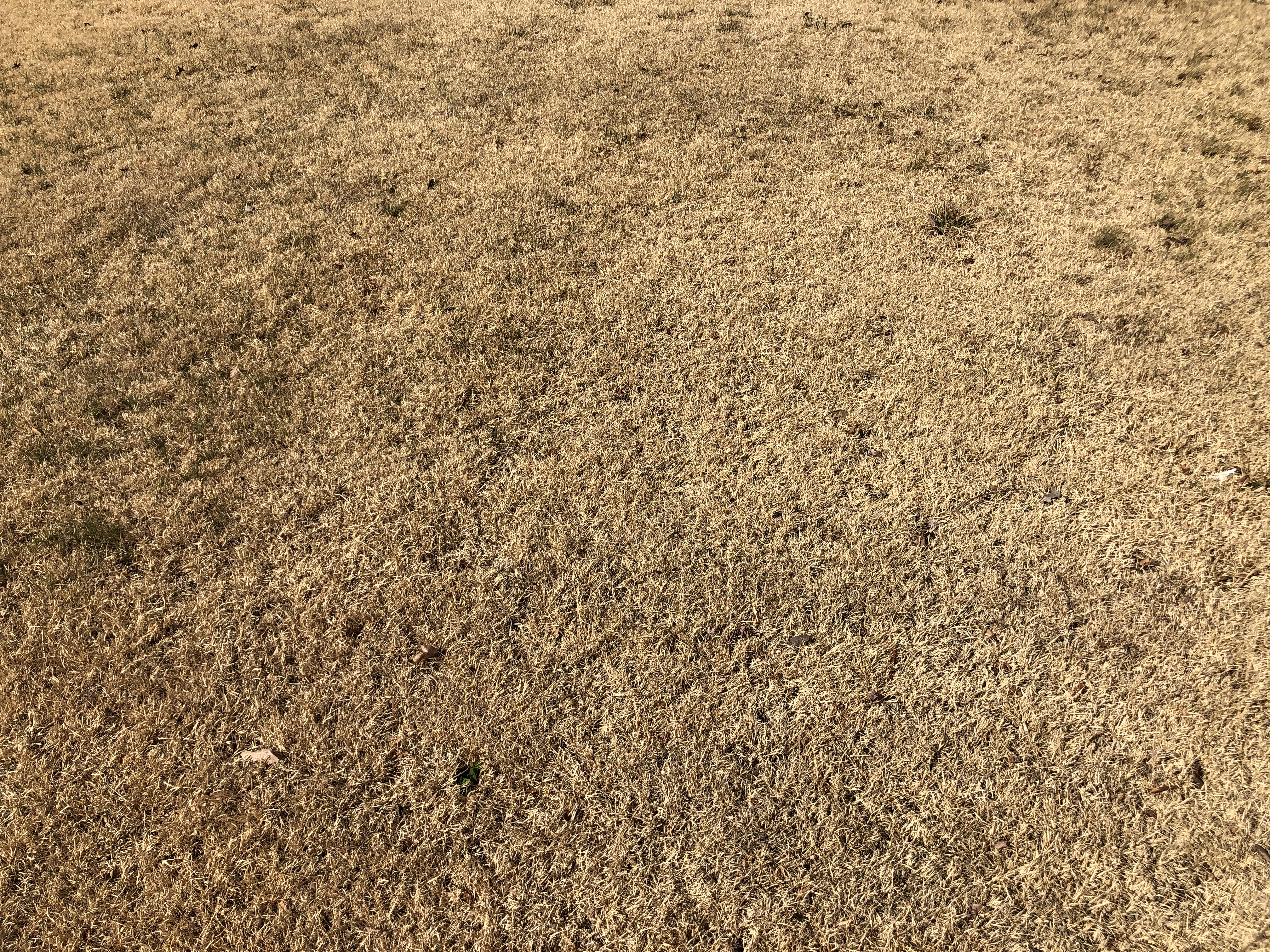
Winteraspect van een dicht gazon van handjesgras